# ديفيد موريلو
ديفيد موريلو (بالإسبانية: David Murillo)‏ (17 أغسطس 1993 في كولومبيا - ) هو لاعب كرة قدم كولومبي في مركز الدفاع. لعب مع أتلتيكو جونيور ونادي بارانكويلا.

## وصلات خارجية
- ديفيد موريلو على موقع قاعدة بيانات كرة القدم.إي يو (الإنجليزية)
- ديفيد موريلو على موقع Soccerway.com (الإنجليزية)
- ديفيد موريلو على موقع AS.com (الإسبانية)